# Час темряви (фільм, 2003)
«Час темряви» — телевізійний документальний фільм 2003 року, знятий режисером Сергієм Дудкою на Українській студії телевізійних фільмів

## Про фільм
Фільм «Час темряви» присвячений подіям Голодомору 1932—1933 років в Україні. Стрічка складається з задокументованих архівних фото- та відеоматеріалів, розповідей очевидців.
У 2005 році фільм брав участь у II Міжнародному (IV Всеукраїнському) фестивалі документальних фільмів «Кінолітопис-2005».
У 2006 році Асоціація дослідників голодоморів в Україні висунула фільм «Час темряви» на здобуття Національної премії України імені Тараса Шевченка, проте стрічка нагороди не отримала.

## Знімальна група
- Автор сценарію: Богдан Гнатюк[1]
- Режисер: Сергій Дудка[1]
- Оператор: Юрій Гальченко[4]